# WTA Elite Trophy 2023, парний розряд
Беатріс Аддад Мая та Вероніка Кудерметова виграли змагання пар на WTA Elite Trophy 2023, здолавши в фіналі дует Мію Като / Алділа Сутджаді з рахунком 6–3, 6–3. Пара не програла жодного сету на шляху до титулу, а Аддадж Мая не програла жодного сету в усьому турнірі (вона перемогла також в одиночному розряді).
У 2019, коли турнір проводився востаннє, перемогли Людмила Кіченок та Андрея Клепач, але цього року відібралася лише Кіченок. Її партнеркою стала Ульрікке Ейкері, але ця пара не зуміла вийти з групи.

## Учасниці
1. Беатріс Аддад Мая /   Вероніка Кудерметова (Чемпіонки)
2. Мію Като /  Алділа Сутджаді (фінал)
3. Ульрікке Ейкері /  Людмила Кіченок (група)
4. Оксана Калашнікова /   Яна Сізікова (група)
5. Ван Сіюй /  Сюй Іфань (група)
6. Цзян Сіньюй /  Тан Цяньхвей (група)

## Сітка

### Легенда
| - Q = Кваліфаєр - WC = Вайлд-кард - LL = Щасливий лузер | - Alt = Заміна - SE = Виняток - PR = Захищений рейтинг | - w/o = Без гри - r = Зняття - d = Присуджено перемогу |

### Фінал
|  | Фінал |                                        |   |   |  |
|  |       |                                        |   |   |  |
|  | 1     | Беатріс Аддад Мая Вероніка Кудерметова | 6 | 6 |  |
|  | 2     | Мію Като Алділа Сутджаді               | 3 | 3 |  |

### Група Лілеї
|      |                                        | Ададж Мая Кудерметова | Калашнікова Сізікова | Цзян Тан      | В–П | Сети В–П | Гейми В–П | Місце |
| 1    | Беатріс Аддад Мая Вероніка Кудерметова |                       | 6–0, 6–3             | 6–3, 6–3      | 2–0 | 4-0      | 24-9      | 1     |
| 4    | Оксана Калашнікова Яна Сізікова        | 0–6, 3–6              |                      | 4–6, 6–7(4–7) | 0–2 | 0-4      | 13-25     | 3     |
| 6/WC | Цзян Сіньюй Тан Цяньхвей               | 3–6, 3–6              | 6–4, 7–6(7–4)        |               | 1–1 | 2-2      | 19-22     | 2     |

### Група Бугенвілії
|      |                                 | Като Сутджаді         | Ейкері Кіченок        | Ван Сюй           | В–П | Сети В–П | Гейми В–П | Місце |
| 2    | Мію Като Алділа Сутджаді        |                       | 6–3, 6–7(5–7), [10–6] | 4–6, 7–5, [12–10] | 2–0 | 4-2      | 25-21     | 1     |
|      | Ульрікке Ейкері Людмила Кіченок | 3–6, 7–6(7–5), [6–10] |                       | 3–6, 2–6          | 0–2 | 1-4      | 15-25     | 3     |
| 5/WC | Ван Сіюй Сюй Іфань              | 6–4, 5–7, [10–12]     | 6–3, 6–2              |                   | 1–1 | 3-2      | 23-17     | 2     |